# Awantura o Basię (serial telewizyjny)
Awantura o Basię – polski miniserial telewizyjny liczący 12 odcinków, zrealizowany na podstawie powieści Kornela Makuszyńskiego pod tym samym tytułem.
Serial jest telewizyjną wersją filmu Awantura o Basię z 1995 roku.

## Treść
Piętnastoletnia Basia dowiaduje się, że państwo Olszowscy, którzy od dziecka ją wychowują, nie są jej prawdziwymi rodzicami. Dziewczyna pragnie dowiedzieć się w jaki sposób trafiła do przybranej rodziny. Rozpoczyna poszukiwania...

## Obsada
- Paulina Tworzyańska − Basia Bzowska
- Agata Marciniak − Basia Bzowska (jako dziecko)
- Maria Kaniewska − babcia Tańska
- Hanna Śleszyńska − Marcysia
- Anna Seniuk − doktorowa Budzisz
- Piotr Fronczewski − wujek Olszowski
- Gustaw Holoubek − profesor Somer
- Radosław Pazura − aktor
- Krzysztof Kowalewski − nauczyciel Geografii
- Olgierd Łukaszewicz − ojciec Basi
- Jerzy Zelnik − Gaston Dumauriac
- Kazimierz Kaczor − doktor
- Stanisława Celińska − Czerwony Kapelusz
- Dorota Chotecka-Pazura − aktorka
- Anna Powierza − Kicia
- Maria Gładkowska − Stanisława Olszańska
- Igor Śmiałowski − profesor Mendelsohn
- Nina Roguż − koleżanka Basi
- Jerzy Moes − aktor
- Stanisław Sparażyński − mężczyzna w parku
- Marek Cichucki − Michaś, służący Olszowskiego
- Andrzej Szczepkowski − Antoni Walicki
- Ks. Kazimierz Orzechowski − Ksiądz Mościcki
- Kazimierz Tarnas − Kornel Makuszyński
- Krzysztof Kumor
- Ireneusz Dydliński
- Wojciech Kobiałko
- Magdalena Warzecha